# The Call of the East (film 1917)
The Call of the East è un film muto del 1917 diretto da George H. Melford. Prodotto dalla Jesse L. Lasky Feature Play Company, aveva come interpreti Sessue Hayakawa, Tsuru Aoki, Jack Holt, Margaret Loomis, James Cruze.

## Trama
Alan Hepburn, figlio di un uomo d'affari statunitense che ha fatto fortuna in Giappone, vive a Tokyo con O'Mitsu, la sua amante giapponese. Ma Takada, il fratello della donna, progetta di vendicare l'onore offeso di O'Mitsu e l'occasione gli viene offerta dall'arrivo di Sheila, la sorellastra di Alan, una ragazza che si sente irresistibilmente attratta dall'Oriente. Takada finge di essere un amico di Alan e lo invita a casa sua dove, però, non lo lascia andar via e lo tiene prigioniero. Sheila, avendo saputo di ciò che è successo al fratello, lo segue.
Vedendola, Takada scopre che la ragazza è la donna misteriosa che gli aveva rubato il cuore alla Festa delle Lanterne ma la cosa non gli fa cambiare idea e vuole comunque portare a compimento la sua vendetta, seducendola. Sheila, per sfuggirgli, trova rifugio sotto l'immagine di Kwannon, un luogo sacro per i giapponesi. Takada, pentito, lascia andare i due fratelli, chiedendo loro perdono. Tuttavia, Sheila si sente stranamente attratta dal suo rapitore. Quando Alan le rivela che sua madre era una giapponese, Sheila si rende conto che lei sta rispondendo alla chiamata dell'Oriente e decide di ritornare indietro per sposare Takada.

## Produzione
Il film fu prodotto dalla Jesse L. Lasky Feature Play Company.
Venne girato in California, a Big Bear Lake e sul Boulder Creek nell'estate del 1917.

## Distribuzione
Il copyright del film, richiesto dalla Jesse L. Lasky Feature Play Co., Inc., fu registrato il 27 settembre 1917 con il numero LP11468.

Distribuito dalla Jesse L. Lasky Feature Play Company e dalla Paramount Pictures, il film uscì nelle sale cinematografiche statunitensi il 15 ottobre 1917. In Francia, fu ribattezzato Oeil pour oeil.
Non si conoscono copie ancora esistenti della pellicola che viene ritenuta presumibilmente perduta.